# تپه وناکو۲
تپه وناکو۲ مربوط به دوره اشکانیان است و در شهرستان کنگاور، بخش مرکزی، دهستان خزل غربی واقع شده و این اثر در تاریخ ۳۰ تیر ۱۳۸۴ با شمارهٔ ثبت ۱۲۱۵۷ به‌عنوان یکی از آثار ملی ایران به ثبت رسیده است.